# Acheloos

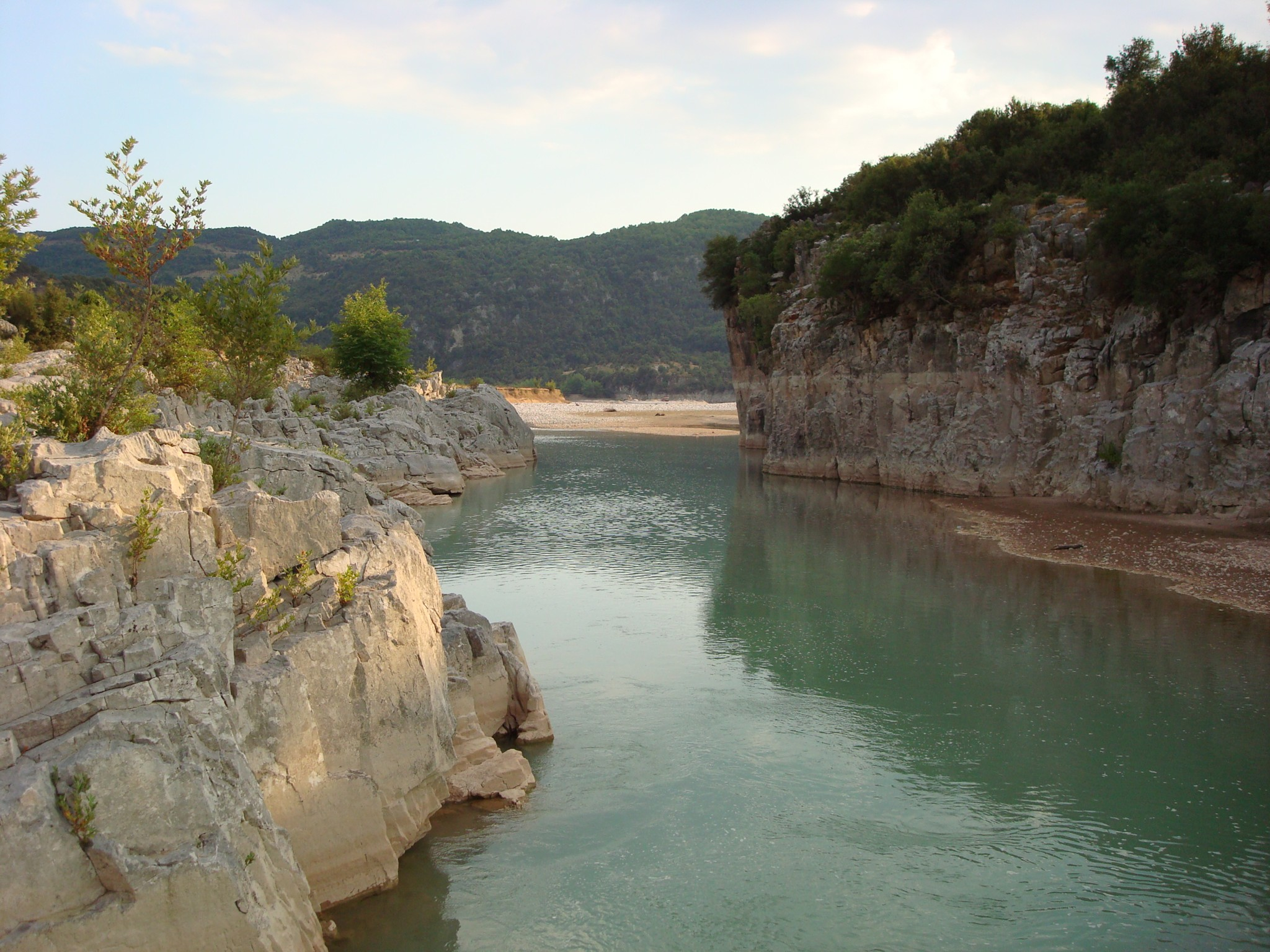
Acheloos

Acheloos är en flod i Grekland som rinner mot söder från Lakmos i norra Pindos och mynnar ut i Joniska havet nordväst om halvön Peloponnesos. Floden har en längd på 220 kilometer och utgör gränsen mellan Aitolien och Akarnanien.

## Mytologi
I grekisk mytologi var Acheloos en flodgud, ofta inom konsten framställd som en tjur med ett mansansikte, och den äldste av Okeanos' och Tethys' 3 000 söner. Han kämpade med Herakles om Deianeira och förvandlade sig under striden först till en orm och därefter till en tjur, i vilken senare skepnad hans ena horn blev avslitet av Herakles, som återgav det till Acheloos i utbyte mot Amaltheias ymnighetshorn. Acheloos dyrkades allmänt som det strömmande vattnets gudomlige representant.